# Torre del Merino

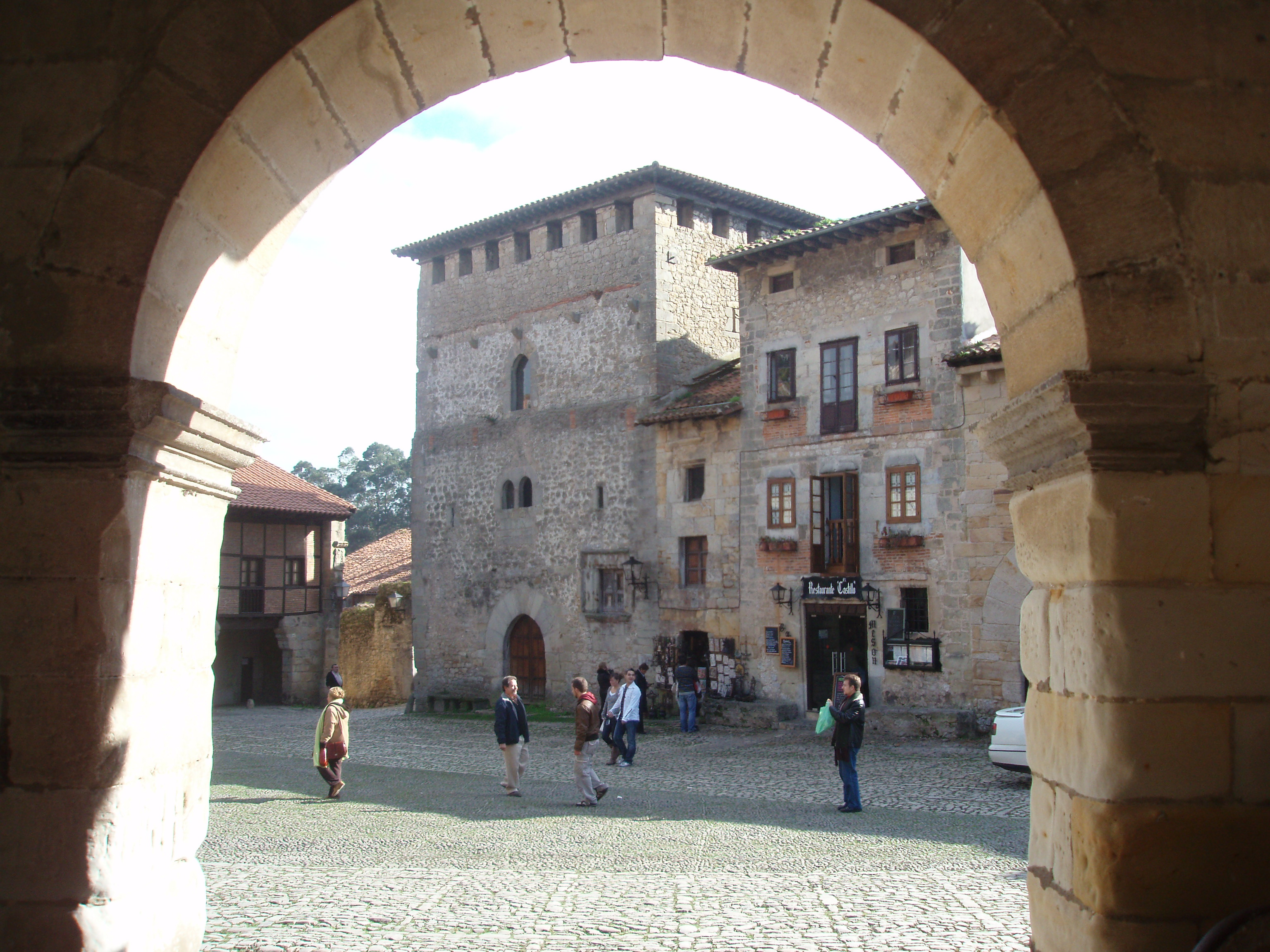
Vista de la torre desde los soportales de la plaza.

La torre del Merino, también conocida como La Torrona, es una construcción gótica almenada situada entre la plaza civil -antigua plaza del mercado, hoy Ramón Pelayo de Santillana del Mar (Cantabria, España) y la calle de Lindas, probablemente elevada a finales del siglo XIII, y remodelada en ciertos aspectos en los siglos XIV y XV; otros apuntan como fecha inicial de construcción el siglo XIV.

## Historia

### Construcción
Se cree que fue construida por el Estado para el merino de las Asturias de Santillana, iniciando el proceso de urbanización en torno a la plaza civil de Santillana en contraposición a la religiosa, donde está la colegiata. Además de residencia cumplía una función militar. La torre pertenece a la Familia Barreda desde sus orígenes. Ya en 1927 se había ejecutado una restauración bastante cuidada de la misma.
Está hecha de mampostería con esquinas de sillería. Posee saeteras, ventanas ajimezadas y ventanas abiertas en periodos más modernos. Construida en piedra, la estructura interior fue originalmente de madera, así como el cadalso, cuyos restos aún se conservan. Antiguamente poseyó barbacana, pero solo se conservan los huecos de salida a ella.

### Actualidad
Hoy la torre está cuidadosamente restaurada, existiendo una primitiva estructura interior de madera, y destinada a museo. La principal transformación contemporánea es el convertimiento de las almenas en ventanas y la ejecución de una cubierta a cuatro aguas sobre ella, al igual que ha sucedido en muchas otras torres almenadas españolas. Junto con toda la villa de Santillana, es bien de interés cultural como conjunto histórico.